# Alejandro María Leonardo de Saint Mauris-Montbarrey
Alexandre Marie Eléonor de Saint-Mauris-Montbarrey príncipe de Montbarrey (Besançon, 20 de abril de 1732-Constanza, 5 de mayo de 1796), fue «Lieutenant-général des armées du Roi» y «Secrétaire d'État à la Guerre» desde 1777 hasta 1780, bajo el reinado de Luis XVI.
Conde de Montbarrey, después príncipe de Montbarrey y del Sacro Imperio (Reischsfürst) (5 de marzo de 1774), grande de España de primera clase (1780), caballero de la Orden del Espíritu Santo, «Seigneur-baron de Ruffey». 

## Orígenes y familia
Pertenecía a la familia del Franco Condado de Saint-Mauris-Montbarrey, originaria de Dole, que había obtenido, en 1537, cartas de nobleza por Carlos V, en la persona de Jean de Saint-Mauris, doctor en derecho, profesor en la Universidad de Dole, después consejero en el parlamento de Dole, consejero de Estado y, finalmente, presidente del consejo de Estado de los Países Bajos durante los reinados de Carlos V y Felipe II.
El príncipe de Montbarrey era hijo único de Claude François Elenonor de Saint-Mauris, conde de Montbarrey (1694-1751), «Lieutenant-général des armées du Roi», y de Marie Éléonore Thérèse du Maine du Bourg (1711-1732), nieta del mariscal Léonor Marie du Maine du Bourg.

## Vida pública
Después de una rápida y brillante carrera militar, el príncipe de Montbarrey se instala en a corte, donde fue el protegido de su pariente, madame de Maurepas, esposa del marqués de Maurepas, ministro de Estado y presidente del consejo de Luis XVI. Por intermedio de su marido, madame de Maurepas logra hacer nombrar a Montbarrey «directeur de la guerre» (puesto sin atribución específica, creado especialmente para él) y adjunto al conde Claude-Louis de Saint-Germain, «Secrétaire d'État à la Guerre». Cuando este último dimite, y nuevamente debido a la influencia de madame de Maurepas, Montbarrey fue nombrado, en 1778, «Secrétaire d'État à la Guerre».
En 1780, en plena guerra de Independencia de los Estados Unidos, tuvo que renunciar a su puesto debido a críticas por parte de Necker a la utilización de créditos militares y al escándalo originado por a revelación de un tráfico de cargos militares organizado por su amante, mademoiselle Renard, cortesana y miembro de la Opera. Después de su dimisión forzada, se instala con su mujer y su hija – la princesa de Nassau-Saarbrücken – en el Arsenal, cerca de La Bastilla, en un lujoso edificio, ricamente amueblado, que el Rey le había dado para su disfrute junto a una considerable pensión.
Durante la Revolución, los muebles, biblioteca, galería de arte y obras de arte que decoraban la residencia del príncipe de Montbarrey fueron incautados como bienes de los emigrados y vendidos a Lord Chatham (hijo mayor del primer ministro británico William Pitt), quien los llevó a Inglaterra.
Durante la Toma de la Bastilla, el príncipe de Montbarrey y su esposa escaparon por poco de la masacre por la multitud. Al principio de la Revolución, se refugió en su castillo de Ruffey, cerca de Besançon. 
En 1777, el príncipe de Montbarrey había obtenido del rey Luis XVI, la investidura provisoria del cargo de «Grand-bailli» de Haguenau, en Alsacia, puesto que efectivamente ocupa cuando fallece el mariscal de Stainville, el 30 de mayo de 1789. Después de su fuga, se apoyó en este cargo, en oposición a las fuerzas de la Revolución y en favor del mantenimiento de los derechos feudales en Alsacia.
En 1791, emigró con su esposa a Suiza, a Neuchâtel y luego a los pueblos de Cressier y Le Landeron, donde fueron alojados y mantenidos por el realista Louis Fauche-Borel (cuando cruzaron la frontera se les había despojado de todo el dinero y joyas que llevaban con ellos). En enero de 1795, se trasladó a Constanza, en el Gran Ducado de Baden, donde murió, el 5 de mayo de 1796, en la miseria. A su muerte, su viuda regresó y se estableció en Dole, en Franco Condado, donde vivió hasta su muerte, en 1819.

### Matrimonio e hijos
El príncipe de Montbarrey se casó, el 29 de octubre de 1753, con Françoise Parfaite Thais de Mailly-Nesle (nacida en 1737, † en Dole, el 23 de abril de 1819), hija de Louis de Mailly. Su descendencia:
- Luis María Francisco Estadislao, llamado «le prince de Saint-Mauris», nacido el 10 de septiembre de 1756, muerto en la guillotina, en París, el 17 de junio de 1794, sin descendencia de su matrimonio (25 de noviembre de 1789) con Geneviève Andrault de Langeron.

- María Francisca Maximiliana, nacida el 2 de noviembre de 1759; † 2 de febrero de 1838, esposa de Enrique Luis Carlos Alberto de Nassau-Saarbrücken, último príncipe reinante de Nassau-Saarbrücken, sin descendencia.